# Azeite de Trás-os-Montes
O Azeite de Trás-os-Montes DOP é um produto de origem portuguesa com Denominação de Origem Protegida pela União Europeia (UE) desde 21 de junho de 1996.

## Agrupamento gestor
O agrupamento gestor da denominação de origem protegida "Azeite de Trás-os-Montes" é a AOTAD (Associação de Olivicultores de Trás-os-Montes e Alto Douro).